# Québec (ancienne circonscription fédérale)
Pour les articles homonymes, voir Québec (homonymie).
Québec (mieux connue sous le nom de Comté de Québec) est une ancienne circonscription électorale fédérale située dans la Région de Québec au Québec, représentée de 1867 à 1925.

## Historique
C'est l'Acte de l'Amérique du Nord britannique de 1867 qui créa ce qui fut appelé le district électoral de Richelieu. Abolie en 1924, elle fut fusionnée à la circonscription de Québec—Montmorency.

## Géographie
En 1867, la circonscription comprend :
- les paroisses de Sainte-Foy, L'Ancienne-Lorette, Saint-Ambroise, Notre-Dame-de-Québec, Saint-Roch, Beauport, Saint-Edmond, Saint-Gabriel-de-Valcartier, Charlesbourg et Saint-Colomban ;
- les cantons de Stoneham et Tewkesbury.

## Députés
1. 1867-1873 — Pierre-Joseph-Olivier Chauveau, Conservateur.
2. 1873¹-1891 — Adolphe-Philippe Caron, Conservateur.
3. 1891-1896 — Jules-Joseph Taschereau Frémont, Libéral.
4. 1896-1906 — Charles Fitzpatrick, Libéral.
5. 1906¹-1908 — Lorenzo Robitaille, Libéral indépendant.
6. 1908-1911 — Joseph-Pierre Turcotte, Libéral.
7. 1911-1914 — Louis-Philippe Pelletier, Conservateur.
8. 1914¹-1917 — Thomas Chase-Casgrain, Conservateur.
9. 1917-1925 — Henri-Edgar Lavigueur, Libéral (député jusqu'en 1930).

- ¹ = Élections partielles.